# Ayacucho (cratera)
Ayacucho é uma cratera marciana. Tem como característica 2.5 quilômetros de diâmetro. Deve o seu nome a Ayacucho, uma cidade do Perú.